# Cyprus International 2000
Die Cyprus International 2000 im Badminton fanden im Oktober 2000 statt.

## Sieger und Platzierte
| Disziplin    | Gold                             | Silber                                | Bronze                                   |
| ------------ | -------------------------------- | ------------------------------------- | ---------------------------------------- |
| Herreneinzel | Konstantin Dobrev                | Luben Panov                           | Boris Kessov                             |
| Herreneinzel | Konstantin Dobrev                | Luben Panov                           | Nir Yusim                                |
| Dameneinzel  | Margarita Mladenova              | Svetlana Zilberman                    | Zita Batár                               |
| Dameneinzel  | Margarita Mladenova              | Svetlana Zilberman                    | Diana Knekna                             |
| Herrendoppel | Luben Panov Konstantin Dobrev    | Richárd Bánhidi Levente Csiszér       | Peter Jensen Evandros Votsis             |
| Herrendoppel | Luben Panov Konstantin Dobrev    | Richárd Bánhidi Levente Csiszér       | Pavlos Charalambidis Christos Tsartsidis |
| Damendoppel  | Diana Dimova Dobrinka Smilianova | Krisztina Ádám Zita Batár             | Maria Ioannou Diana Knekna               |
| Damendoppel  | Diana Dimova Dobrinka Smilianova | Krisztina Ádám Zita Batár             | Elena Iasonos Margarita Mladenova        |
| Mixed        | Leon Pugach Svetlana Zilberman   | Konstantin Dobrev Dobrinka Smilianova | Boris Kroitor Rina Fridman               |
| Mixed        | Leon Pugach Svetlana Zilberman   | Konstantin Dobrev Dobrinka Smilianova | Sergey Antonyuk Mayan Federov            |